# Littérature anglo-normande
Pour les articles homonymes, voir Anglo-normand.
 (août 2017).
La littérature anglo-normande est une littérature composée dans la langue anglo-normande qui s’est développée au cours de la période allant de 1066 à 1204 lorsque le duc de Normandie était également roi d'Angleterre.

## Introduction

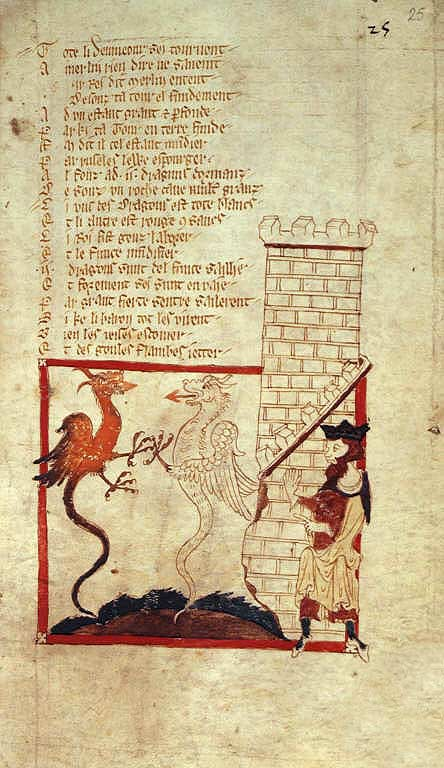
Le Roman de Brut de Wace

Arrivée en Angleterre avec Guillaume le Conquérant, la langue normande a partagé avec le latin la distinction d’être la langue littéraire de l’Angleterre pendant la totalité du XIIe siècle. Cette ramification linguistique souvent appelée français normand est restée en usage à la cour anglaise jusqu’au XIVe siècle. Ce n’est que sous le règne d’Henri IV que l’anglais est devenu la langue maternelle des rois d’Angleterre.
La perte des provinces françaises vit la fondation en Angleterre d’écoles pour l’enseignement du français, la plus célèbre étant celle de Marlborough. La langue a subi certains changements qui la différencient de l’ancien français parlé en France, mais, hormis certaines caractéristiques graphiques permettant d’inférer certaines règles de prononciation, les changements auxquels la langue a été soumise résultaient des différentes modifications de divers auteurs, de sorte que, bien qu’on puisse toujours parler d’auteurs anglo-normands, la langue anglo-normande, à proprement parler, a graduellement cessé d’exister. La langue française jouissait d’un très grand prestige. Ainsi, au XIVe siècle, l’auteur de La Manière de langage dit que le français est :

« ...le plus bel et le plus gracious language et plus noble parler, apres latin d'escole, qui soit au monde et de touz genz mieulx prisée et amée que nul autre (quar Dieux le fist si douce et amiable principalement à l'oneur et loenge de luy mesmes. Et pour ce il peut comparer au parler des angels du ciel, pour la grand doulceur et biaultée d'icel). »

Ce n’est qu’en 1363 que le chancelier a prononcé un discours d’ouverture de session du Parlement en anglais et sous le règne d’Henri Tudor que la législation a cessé d’être rédigée en anglo-normand. De même, bien que la guerre de Cent Ans ait suscité la disparition de la littérature anglo-normande et un déclin dans l’étude du français, cette langue est demeurée, en dépit de quelques vicissitudes, la langue classique des tribunaux jusqu’au XVIIe siècle. Le français est demeuré, à côté du latin, la langue du gouvernement jusqu’au milieu des années 1480. Aujourd’hui encore, elle demeure la langue officielle des îles Anglo-Normandes bien que l’anglais y domine depuis 1901.
La période d’épanouissement de la littérature anglo-normande court du début du XIIe siècle à la fin du premier quart du XIIIe siècle. On considère généralement que la fin de cette période coïncide avec la commise de la Normandie continentale par Philippe Auguste, mais l’histoire littéraire ne correspond pas tout à fait avec l’histoire politique. La fin de la première période serait plus exactement indiquée par la publication en 1225  de l’histoire de Guillaume le Maréchal (éditée par le philologue Paul Meyer pour la Société de l'histoire de France, 3 t., 1891-1901). Il doit en grande partie son éclat à la protection accordée par Henri II d'Angleterre aux hommes des lettres de son temps :

« Il pouvait parler français et latin bien et possédait des rudiments de chaque langue parlée entre le Golfe de Gascogne et la Jordanie. C’était probablement le souverain le plus instruit de son temps et, au cours de toute sa vie active agitée il ne perdit jamais son intérêt pour la littérature et la discussion intellectuelle ; il n’avait jamais les mains libres, tenant toujours un arc ou un livre. »

— (Dict. of Nat. Biog.).
C’est à sa demande que Wace et Benoît de Sainte-Maure compilèrent leurs histoires. C’est également au cours de son règne que Marie de France a composé son œuvre poétique. Henri II fut également très étroitement associé au meurtre de Thomas Becket, un évènement qui provoqua toute une série d’écrits, dont certains sont purement anglo-normands. C’est aussi à son époque que sont apparues les œuvres de Béroul et de Thomas d'Angleterre, ainsi qu’une partie des romans d’aventure anglo-normands les plus célébrés. Il est important de garder ce fait à l’esprit dans l’étude des différentes œuvres léguées par la littérature anglo-normande qu’on peut décomposer en littérature narrative, didactique, hagiographique, lyrique, satirique et dramatique.

## Littérature narrative

### Épopée et romans

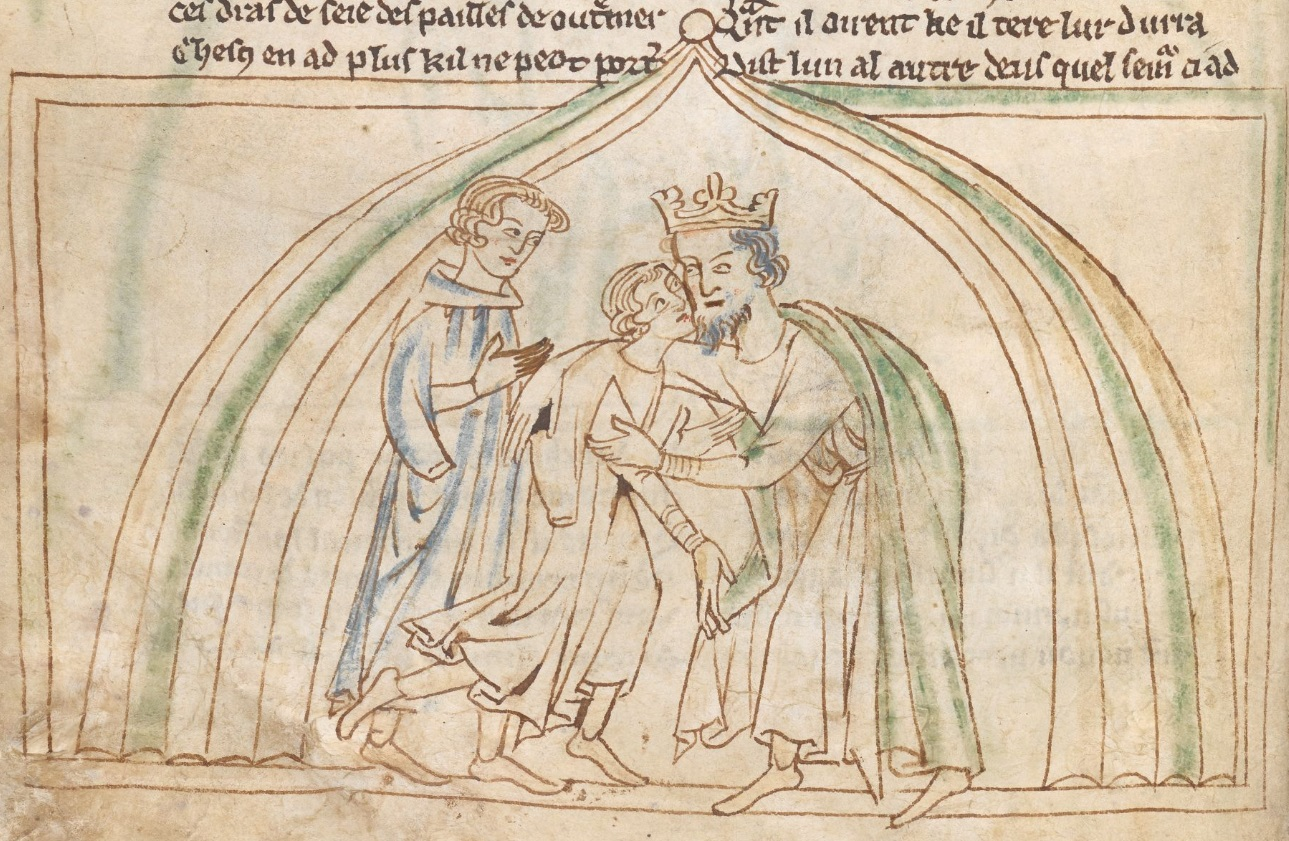
Charlemagne embrasse Roland.
Chanson d'Aspremont, British Library, Lansdowne Ms. 782, XIIIe siècle.

L’épopée est parvenue très tôt de France en Angleterre. Le plus ancien manuscrit de la Chanson de Roland est un manuscrit rédigé en Angleterre et on croit que celle-ci fut chantée à la bataille de Hastings. On possède des manuscrits anglo-normands de quelques chansons de geste, par exemple, le Pèlerinage de Charlemagne (édité par Eduard Koschwitz, Altfranzösische Bibliothek, 1883) n’a été préservé que dans un manuscrit anglo-normand du British Museum. Parmi les autres œuvres de moindre importance, on peut citer La Chançun de Willame, dont le manuscrit a été édité (juin 1903) en fac-similé chez Chiswick (cf. Paul Meyer,  Romania, xxxii. 597-618).
Bien que la diffusion de l’épopée en Angleterre n’ait pas inspiré de nouvelle chanson de geste, celle-ci y a suscité un goût pour ce genre de la littérature de sorte que le traitement en style épique des histoires du Roman de Horn, de Beuve de Hanstone, de Guy de Warwick (inédit), de Waldef (inédit) et de Foulques FitzWarin est certainement dû en partie à cette conjoncture. Bien que la dernière de ces œuvres ne soit parvenue qu’en prose, celle-ci contient les signes indubitables d’une forme poétique antérieure qui prouvent que la version qu’on possède n’est plus qu’une expression en prose semblable aux transformations subies par beaucoup de chansons de geste.

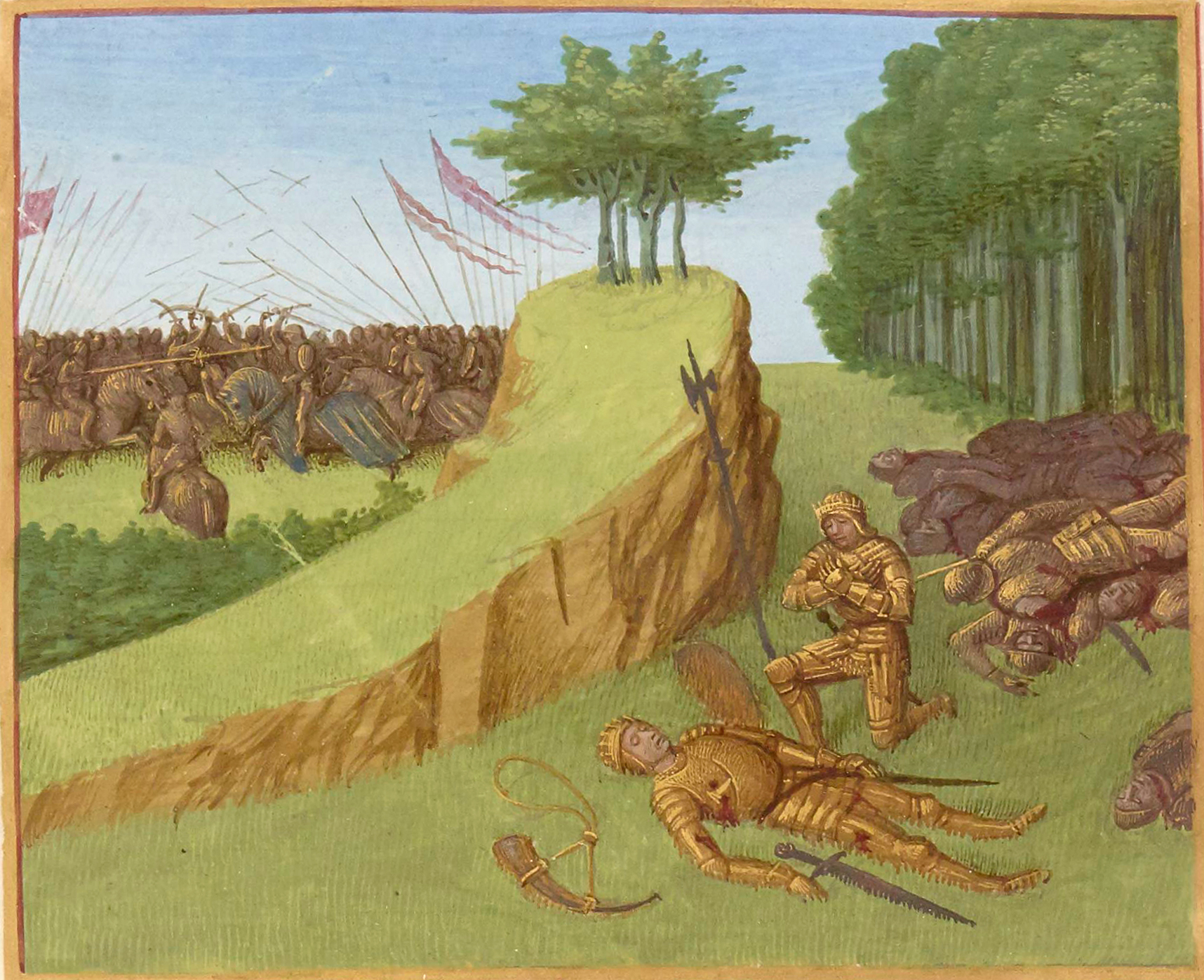
Chanson de Roland, enluminure illustrant la mort du détenteur de Durandal.

Les influences mutuelles de la littérature française et anglaise peuvent encore mieux être étudiées dans les romans d'aventure et les lais bretons que dans la poésie épique de l’époque. Le Lai d'Orphée n’est connu que par l’intermédiaire d’une imitation anglaise, Sir Orfeo. Le Lai du cor a été composé par Robert Biket, un poète anglo-normand du XIIe siècle (Wulff, Lund, 1888). Les Lais de Marie de France ont été composés par Marie de France en Angleterre et le plus grand nombre des romans composant la matière de Bretagne semblent avoir passé d’Angleterre en France par l’intermédiaire de l’anglo-normand. Les légendes de Merlin l'Enchanteur et du roi Arthur, rassemblées par Geoffroy de Monmouth (1100-1154) dans son Historia regum Britanniae, sont passées dans la littérature française avec le caractère que leur avait insufflé Geoffroy. Le Perceval de Chrétien de Troyes (v. 1175) repose sans aucun doute sur un poème anglo-normand. Robert de Boron (v. 1215) a pris le sujet de son Merlin (édité par G. Paris et J. Ulrich, 1886, 2 t., Société des Anciens Textes) chez Geoffroy de Monmouth.
Finalement, l’histoire d’amour la plus célèbre du Moyen Âge et unes des plus belles créations de la littérature, l’histoire de Tristan et Iseult, a tenté deux auteurs anglo-normands, Béroul et Thomas d'Angleterre, (voir cycle arthurien ; Graal ; Tristan). Une Folie Tristan a été composée en Angleterre dans les dernières années du XIIe siècle. (Pour toutes ces questions voir Soc. des Anc. Textes, éd. Muret de 1903 ; éd. Bédier de 1902-1905). Les deux romans d’aventure d’Hugues de Rutland, Ipomedon (édité par Kölbing et Koschwitz, Breslau, 1889) et Protesilaus (inédit) rédigé environ en 1185, s’ils sont moins fascinants que l’histoire de Tristan et Iseult, sont néanmoins d’un intérêt considérable. Le premier roman relate les aventures d’un chevalier qui a épousé la jeune duchesse de Calabre, nièce du roi Méléagre de Sicile, mais qui était aimé de Médéa, l’épouse du roi. Le deuxième roman, qui est la suite d’Ipomedon, traite des guerres et de la réconciliation ultérieure entre les fils d’Ipomedon, l’aîné Daunus, seigneur d’Apulie et le cadet Protesilaus, seigneur de Calabre. Protesilaus défait Daunus, qui l’avait expulsé de Calabre. Il sauve la vie de son frère, reçoit le duché de Calabre et, après la mort de Daunus, hérite de l’Apulie. Il épouse plus tard Médéa, la veuve du roi Méléagre qui l’avait aidé à saisir l’Apulie, ayant reporté son affection pour Ipomedon sur son plus jeune fils (cf. Ward, Cat. of Rom., i. 728). À ces deux romans par un auteur anglo-normand, il faut ajouter Amadas et Idoine dont on ne possède plus qu’une version française. Gaston Paris a en effet prouvé que l’original a été composé en Angleterre au XIIe siècle (An English Miscellany presented to Dr. Furnivall in Honour of his Seventy-fifth Birthday, Oxford, 1901, 386-394). La poésie anglo-normande Vie de Richard Cœur de Lion est perdue et il n’en subsiste plus qu’une version anglaise. Vers 1250, Eustache de Kent a introduit en Angleterre le Roman d'Alexandre dans son Roman de toute chevalerie, dont beaucoup de passages ont été imités dans une des plus anciennes poésies anglaises sur Alexandre, à savoir, King Alisaunder (Paul Meyer, Alexandre le grand, Paris, 1886, ii. 273, et Weber, Metrical Romances, Edinburgh).

### Fabliaux, fables et histoires religieuses
Malgré l’incontestable popularité de ce genre de littérature, on n’a qu’une demi-douzaine de fabliaux écrits en Angleterre, à savoir :
- Le chevalier à la corbeille

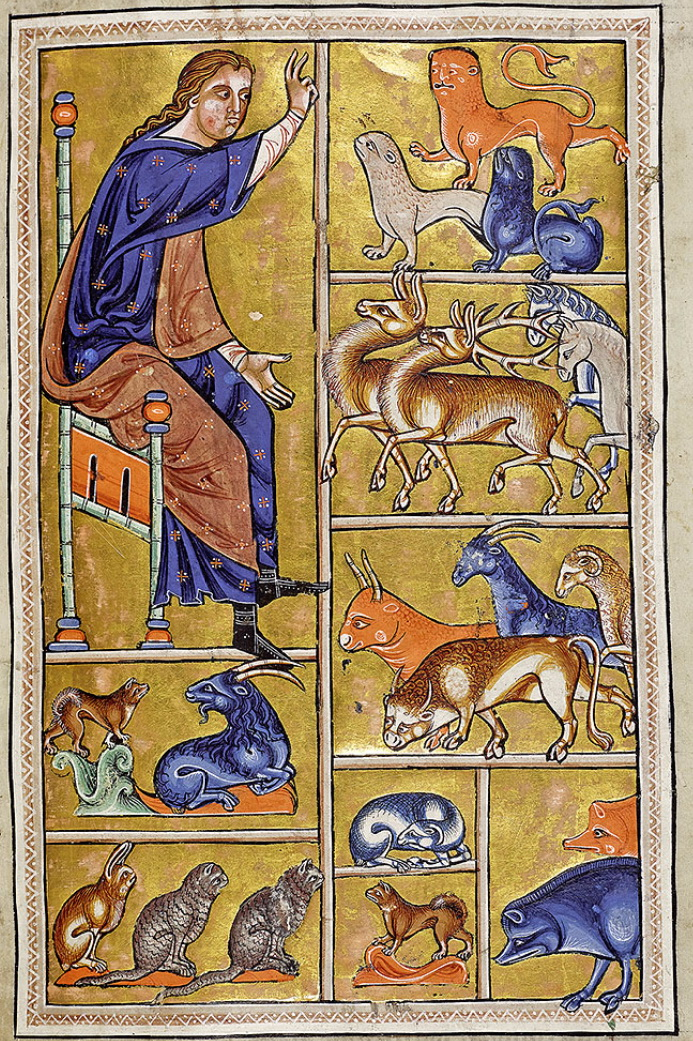
Bestiaire du XIIe siècle.

- Le chevalier qui faisait parler les muets
- Le chevalier, sa dame et un clerc
- Les trois dames
- La gageure
- Le prêtre d’Alison
- La bourgeoise d’Orléans (Bédier, Les Fabliaux, 1895).

Quant aux fables, un des recueils les plus populaires du Moyen Âge fut écrit par Marie de France, qu’elle a dit avoir traduit du roi Alfred. Dans les Contes moralisés écrits par Nicole Bozon un peu avant 1320 (Soc. Anc. Textes, 1889), quelques fables comportent une grande analogie avec ceux de Marie de France.
Traitant la plupart du temps des légendes de Marie, les histoires religieuses proviennent de trois recueils :
1. Le recueil d’Adgar. La plupart d’entre eux ont été traduits de Guillaume de Malmesbury († 1143 ?) par Adgar au XIIe siècle (« Adgar’s Marien-Legenden, » Altfr. Biblioth. ix.; J. A. Herbert, Rom. xxxii. 394).
2. Le recueil d’Éverard de Gateley, un moine de Bury St Edmunds, qui a écrit trois légendes de Marie v. 1250 (ROM . xxix. 27).
3. Un recueil anonyme de soixante légendes de Marie composées v. 1250 (Brit. Museum Old Roy. 20 B, xiv.), dont une partie a été éditée dans la Bibliotheca Normannica; in the Altf. Bibl. Voir également Mussafia, "Studien zu den mittelalterlichen Marien-legenden" dans Sitzungsh. der Wien. Akademie (t. cxiii., cxv., cxix., cxxiii., cxxix.).

### Histoire

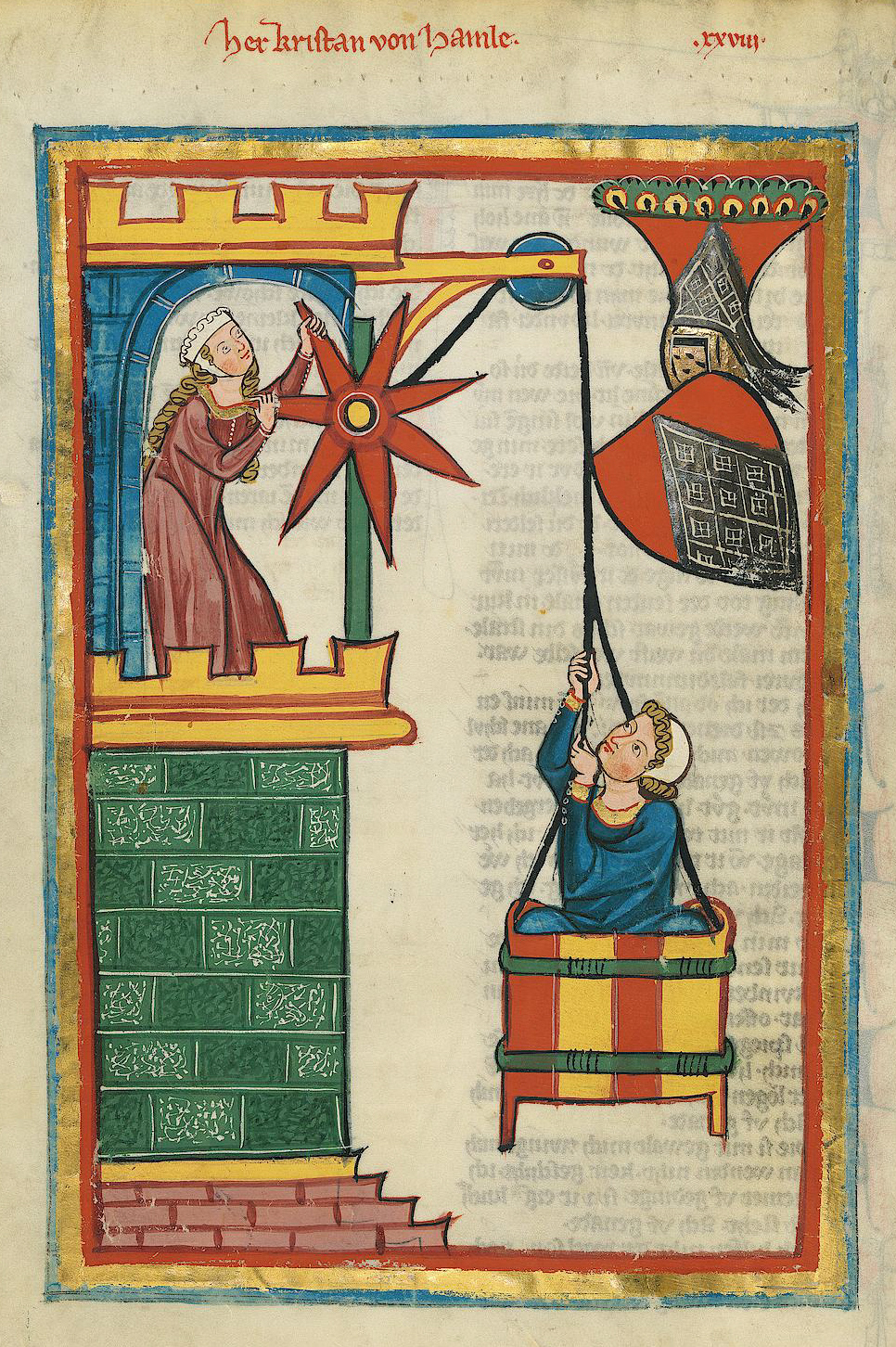
Roman courtois.

Les œuvres qui constituent l'historiographie anglo-normande sont néanmoins de bien plus grande importance. Le premier historiographe anglo-normand est Geoffroy Gaimar, qui a écrit son Estorie des Angles entre 1147 et 1151 pour dame Constance, épouse de Robert Fitz-Gislebert (The Anglo-Norman Metrical Chronicle, Hardy and Martin, i. ii., London, 1888). Cette histoire comportait une première partie (maintenant perdue), qui était simplement une traduction de l’Historia regum Britanniae de Geoffroy de Monmouth, précédée d’une histoire de la guerre de Troie et une deuxième partie qui mène jusqu’à la mort de Guillaume le Roux. Pour la seconde partie, il a consulté les documents historiques, mais il s'arrête à l'année 1087, au moment même où il a atteint la période dont il aurait pu fournir des informations de première main.
De même, Wace dans son Roman de Rou (éd. Anthony Holden, Paris, A. & J. Picard, 1970), rédigé en 1160-1174, s'arrête à la bataille de Tinchebray en 1107 juste avant la période où il aurait été si utile. Son Roman de Brut ou Geste des Bretons (Antoine Le Roux de Lincy, 1836-1838, 2 t.), rédigé en 1155, est une adaptation romanesque de Geoffroy de Monmouth.

« Wace, écrit Gaston Paris au sujet du Roman de Rou, traduit en les abrégeant des historiens latins que nous possédons ; mais çà et là il ajoute soit des contes populaires, par exemple sur Richard Ier, sur Robert Ier, soit des particularités qu’il savait par tradition (sur ce même Robert le Magnifique, sur l’expédition de Guillaume, &c.) et qui donnent à son œuvre un réel intérêt historique. Sa langue est excellente ; son style clair, serré, simple, d’ordinaire assez monotone, vous plaît par sa saveur archaïque et quelquefois par une certaine grâce et une certaine malice. »

L’Histoire des ducs de Normandie de Benoît de Sainte-Maure est fondée sur l’œuvre de Wace. Composée à la demande d’Henri II vers 1170, elle se poursuit jusqu’en 1135 (éd. Francisque Michel, 1836-1844, Collection de documents inédits, 3 t.). Les 43 000 vers qu’elle contient sont certes de peu d’intérêt pour l’historien mais il est évident qu’ils sont l’œuvre d’un auteur de roman courtois qui prend plaisir à raconter des histoires d’amour du genre de ceux qu’il a décrits dans son Roman de Troie.
D’autres œuvres fournissent cependant des informations plus dignes de confiance comme le poème anonyme sur la Conquête de l’Irlande par Henri II en 1172 (Éd. Francisque Michel, Londres, 1837), qui, ainsi que l’Expugnatio hibernica de Giraud de Barri, constitue une source majeure sur ce sujet. La Conquête de l’Irlande a été rééditée en 2002 par Evelyn Mullally, sous le titre de La Geste des Engleis en Yrlande (Dublin, Four Courts). De même, Jourdain Fantosme, qui était dans le nord de l’Angleterre en 1174, a rapporté les guerres entre Henri II, ses fils, Guillaume le Lion d’Écosse et Louis VII en 1173 et 1174 (Chronicle of the reigns of Stephen ... III., éd. Joseph Stevenson & Francisque Michel, London, 1886, p. 202-307).

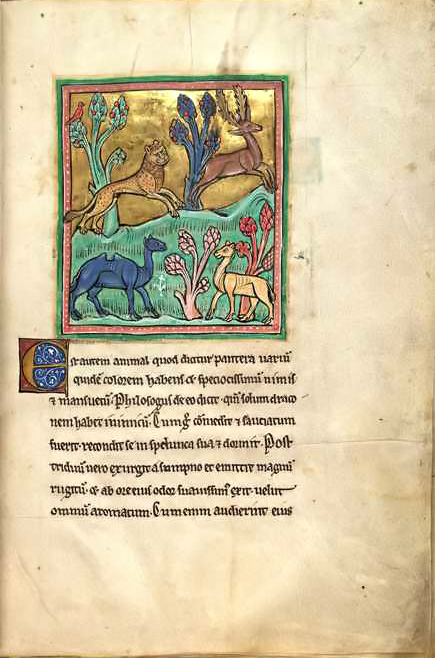
Bestiaire du XIIIe siècle

Aucune de ces histoires, cependant, ne soutient la comparaison avec l’Histoire de Guillaume le Maréchal, comte de Striguil et de Pembroke, régent d’Angleterre de 1216 à 1219, découvert et édité par Paul Meyer (Société de l'histoire de France, 3 t., 1891-1901). Ce chef d’œuvre de l’historiographie a été composé en 1225 ou 1226 par un poète professionnel de talent à la demande de Guillaume, fils du maréchal. Il a été compilé à partir des notes du châtelain du maréchal, John d’Early († 1230 ou 1231), qui a partagé toutes les vicissitudes de la vie de son maître et était l’un de ses exécuteurs testamentaires. Cette œuvre est de grande valeur pour l'histoire de la période 1186 à 1219 car l’information fournie par John d’Early est personnelle ou issue de témoignages de première main. Il est vrai que la partie qui traite de la période d’avant 1186 comporte quelques erreurs dues à l’ignorance de l’auteur de l’histoire de cette époque, mais la valeur littéraire de cette œuvre compense amplement ces imperfections mineures. Avec son style concis, ses anecdotes bien racontées, ses descriptions courtes et pittoresques, le tout constitue une des images les plus vivantes de la société médiévale.
L’Histoire de Guillaume le Maréchal soutient aisément la comparaison avec des œuvres comme la Chronique de Pierre de Langtoft rédigée entre 1311 et 1320. Cette œuvre est principalement d’intérêt pour la période allant de 1294 à 1307 (Éd. T. Wright, Londres, 1866-1868) ; la Chronique de Nicholas Trivet (1258?-1324?), dédiée à la princesse Mary, fille d’Édouard Ier (Duffus Hardy, Descr. Catal. III., 349-350)  ; la Scalacronica compilée par Thomas Gray de Heaton († v. 1369), qui court jusqu’à l’année 1362-1363 (éd. J. Stevenson, Maitland Club, Edinburgh, 1836)  ; La Vie du Prince Noir, un poème par le poète Chandos le héraut, composé vers 1386 (réédité par Francisque Michel, Londres et Paris, 1883) relate la vie du Prince Noir de 1346 à 1376 ; et, pour finir, les différentes versions des romans de Brut dont la forme et l’importance historique ont été indiquées par Paul Meyer (Bulletin de la Société des Anciens Textes, 1878, p. 104-145), et par F. W. D. Brie (Geschichte und Quellen der mittelenglischen Prosachronik, The Brute of England or The Chronicles of England, Marburg, 1905).
On peut également mentionner, dans l’histoire ancienne, la traduction d’Eutrope et de Darès par Jofroi de Waterford (XIIIe siècle), qui a également produit le Secret des secrets une traduction d’une œuvre faussement attribuée à Aristote appartenant à la partie suivante (Rom. xxiii. 314)

## Littérature didactique

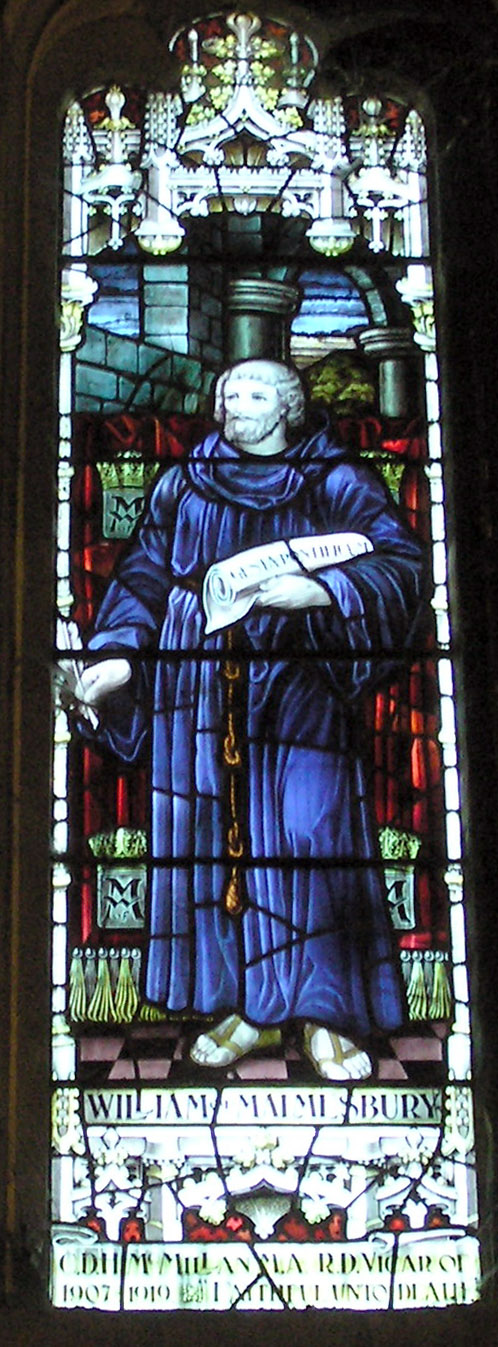
Guillaume de Malmesbury

La littérature didactique, comportant un grand nombre d’œuvres écrites principalement dans le but de donner une instruction religieuse et profane aux seigneurs et aux dames anglo-normandes, est la plus considérable, sinon la plus intéressante branche de la littérature anglo-normande. Les productions les plus importantes sont, par ordre chronologique :
- Philippe de Thaon, Comput, v. 1119 (édité par E. Mall, Strasbourg, 1873), poème sur le calendrier ;
- Bestiaire, v. 1130 (éd. par E. Walberg, Paris, 1900 ; cf. G. Paris, Rom. xxxi. 175) ;
- Lois de Guillaume le Conquérant (rédaction entre 1150 et 1170, éd. par J. E. Matzke, Paris, 1899) ;
- Psautier d'Oxford, v. 1150 (Fr. Michel, Libri Psalmorum versio antiqua gallica, Oxford, 1860) ;
- Psautier de Cambridge, v. 1160 (Fr. Michel, Le Livre des Psaumes, Paris, 1877) ;
- Psautier de Londres, même que le Psautier d’Oxford (cf. Beyer, Zt. f. rom. Phil. xi. 513-534 ; xii. 1-56) ;
- Disticha Catonis (Distiques de Caton), traduits par Éverard de Kirkham et Élie de Winchester (Stengel, Ausg. u. Abhandlungen) ;
- Le Roman de fortune, un résumé par Simon de Freine du De consolatione philosophiae (Consolation de philosophie) de Boèce (Hist. lit. xxviii. 408) ;
- Quatre livres des rois, traduit en français au XIIe siècle et imité en Angleterre peu après (P. Schlösser, Die Lautverhältnisse der quatre livres des rois, Bonn, 1886 ; Romania, xvii. 124) ;
- Donnei des Amanz, conversation de deux amoureux, surprise et soigneusement notée par le poète, d’un caractère purement didactique, qui comprend trois passages intéressants, le premier étant un épisode de l’histoire de Tristram, la seconde une fable, L’homme et le serpent, le tiers un conte, L’homme et l’oiseau, qui est la base du célèbre Lai de l’oiselet (Rom. xxv. 497) ;
- Livre des Sibiles (1160) ;
- Enseignements Trebor, par Robert de Ho (ref. Péninsule de Hoo dans le Kent sur la rive gauche du Medway) [éd. Mary Vance Young, Paris ; Picard, 101 ; cf. G. Paris, Rom. xxxii. 141] ;
- Lapidaire de Cambridge (Pannier, Les Lapidaires français) ;
- Frère Angier de Ste. Frideswide, Dialogues, 29 novembre 1212 (Rom. xii. 145-208, et xxix. ; Mildred Pope, Étude sur la langue de Frère Angier, Paris, 1903) ;
- Li dialoge Grégoire le pape, éd. Foerster, 1876 ; Petit Plet, par Chardry, v. 1216 (Koch, Altfr Bibliothek. i., et Mussafia, Z. f. r. P. iii. 591) ;
- Petite philosophie, v. 1225 (Rom. xv. 356 ; xxix. 72) ;
- Histoire de Marie et de Jésus (Rom. xvi. 248-262) ;
- Poème sur l'Ancien Testament (Not. et Extr. xxxiv. 1, 210 ; Soc. Anc. Textes, 1889, 73-74) ;
- Le Corset et Le Miroir, par Robert de Gretham (Rom. vii. 345 ; xv. 296) ;
- Lumière as Lais, par Pierre d'Abernon, v. 1250 (Rom. xv. 287) ; une rédaction anglo-normande de l’Image du monde, v. 1250 (Rom. xxi. 481) ;
- Deux versions anglo-normandes des Quatre sœurs (Justice, Truth, Peace, Mercy), XVIIIe siècle (éd. Fr. Michel, Psautier d’Oxford, p. 364-368, Bulletin Soc. Anc. Textes, 1886, 57, Romania, xv. 352) ;
- Un autre Comput par Raüf de Lenham, 1256 (Paul Meyer, Archives des missions, 2e série iv. 154 et 160-164 ; Rom. xv. 285) ;
- Le chastel d'amors, par Robert Grosseteste évêque de Lincoln († 1253) (éd. Cooke, Carmina Anglo-Normannica, 1852, Caxton Society) ;
- Le Tretiz de Walter de Bibbesworth, traité en vers pour enseigner la langue française, XIIIe siècle, deuxième partie.
- Poème sur l'amour de Dieu et sur la haine du péché, XIIIe siècle, deuxième partie (Rom. xxix. 5) ;
- Le mariage des neuf filles du diable (Rom. xxix. 54) ;
- Ditie d’Urbain, attribué sans aucune preuve à Henri Ier (Paul Meyer, Bulletin Soc. Anc. Textes, 1880, p. 73 et Romania xxxii, 68) ;
- Dialogue de l’évêque Saint Julien et son disciple (Rom. xxix. 21)
- Poème sur l’antichrist et le jugement dernier, par Henri d'Arci (Rom. xxix. 78 ; Not. et. Extr. 35, i. 137).
- Wilham de Waddington a produit à la fin du XIIIe siècle son Manuel des péchés, qui a été adapté en Angleterre par Robert de Brunne dans son Handlying Sinne (1303) [Hist. lit. xxviii. 179-207 ; Rom. xxix. 5, 47-53] ; voir le Robert of Brunne's Handlying Synne de F. J. Furnivall, (Roxb. Club, 1862) ;

Au XIVe siècle on trouve :

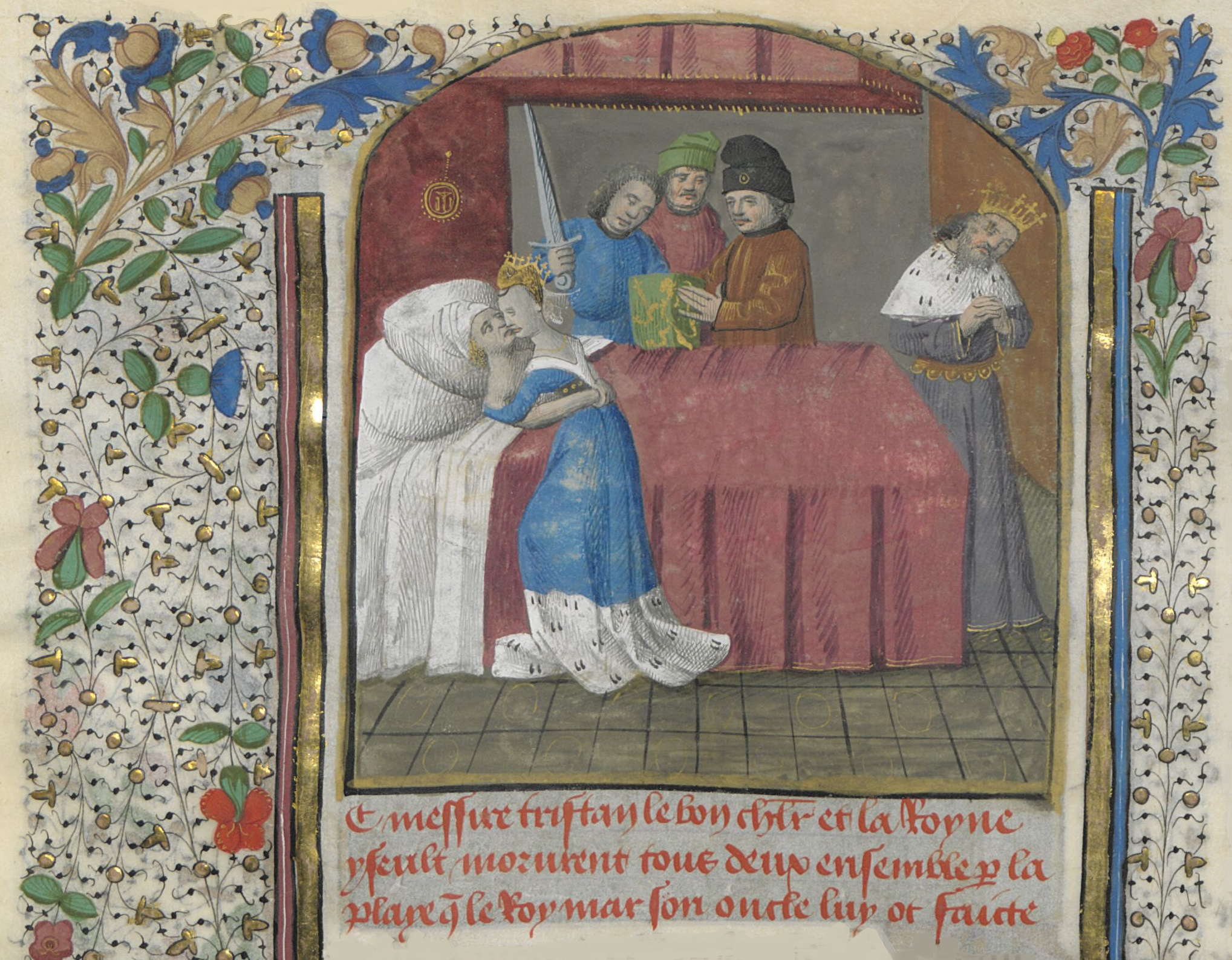
Tristan et Iseut

- Les Contes moralisés de Nicole Bozon (cf. supra) ;
- Traité de naturesse (Rom. xiii. 508) ;
- Sermons en vers (Paul Meyer, op. cit. xlv.) ;
- Proverbes de bon enseignement (op. cit. xlvi.).

On dispose également de quelques manuels sur l’enseignement du français. Gautier de Biblesworth a écrit un traité de ce genre à Madame Dyonise de Mountechensi pur aprise de langage (T. Wright, A Volume of Vocabularies; Paul Meyer, Rec. d'anc. textes, p. 360 and Romania xxxii, 22) ; Orthographia gallica (J. Stürzinger, Altfr. Bibl. 1884, and R.C. Johnston, ANTS. Plain Texts) ; La manière de langage, écrite en 1396 (Paul Meyer, Rev. crit. d'hist. et de litt. vii (2). 378); Un petit livre pour enseigner les enfants de leur entreparler comun françois, v. 1399 (Stengel, Z. für n.f. Spr. u. Litt. i. 11).
L’important Mirour de l'omme par John Gower, contient environ 30 000 vers écrits en très bon français à la fin du XIVe siècle (Macaulay, The Complete Works of John Gower, i., Oxford, 1899).

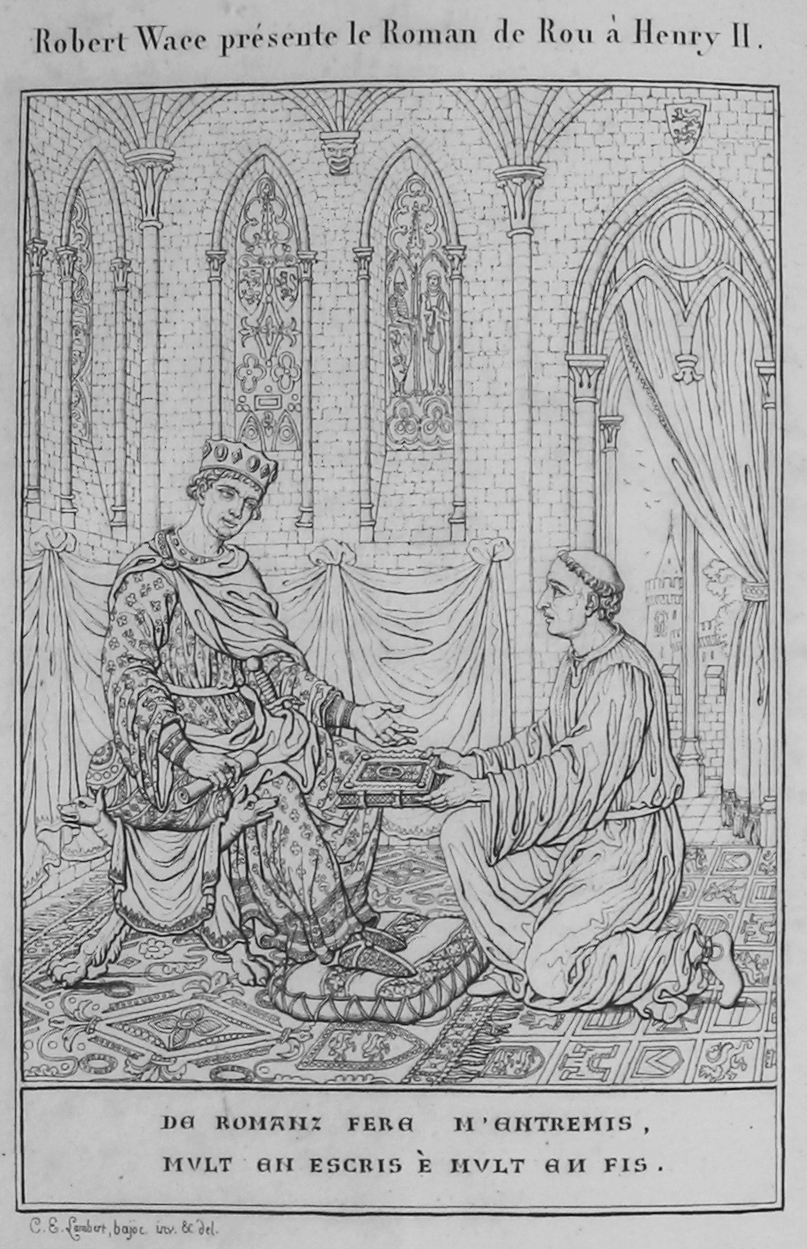
Wace présentant le Roman de Rou à Henri II.

## Hagiographie
Parmi les nombreuses vies de saints rédigées en anglo-normand, les plus importantes, donnée par ordre chronologique, sont :
- Voyage de Saint Brandan (or Brandain), rédigé en 1121, par un ecclésiastique pour la reine Adélaïde de Louvain (Rom. St. i. 553-588 ; Z. f. r. P. ii. 438-459 ; Rom. xviii. 203. C. Wahlund, Die altfr. Prosaübersetz. von Brendan's Meerfahrt, Upsala, 1901) ;
- Vie de Sainte Catherine par Clémence de Barking (Rom. xiii. 400, Jarnik, 1894) ;
- Vie de Saint Gilles, v. 1170, par Guillaume de Berneville (Soc. Anc. Textes fr., 1881 ; Rom. xi. and xxiii. 94) ;
- Nicholas, vie de Notre Dame, par Wace (Delius, 1850 ; Stengel, Cod. Digby, 66) ; Uhlemann, Gram. Krit. Studien zu Wace's Conception und Nicolas, 1878 ;
- Vie de Saint George par Simon de Freine (Rom. x. 319 ; J. E. Matzke, Public. of the Mod. Lang. Ass. of Amer. xvii. 1902 ; Rom. xxxiv. 148) ;
- Expurgatoire de Saint Patrice, par Marie de France (Jenkins, 1894 ; Eckleben, Aelteste Schilderung vom Fegefeuer d.H. Patricius, 1851 ; Ph. de Felice, 1906) ;
- La vie de Saint Edmund le Rei, par Denis Piramus, fin du XIIe siècle (Memorials of St. Edmund's Abbey, éd. T. Arnold, ii. 1892 ; Rom. xxii. 170) ;
- Vie de Saint Thais par Henri d’Arci, poème sur l’Antéchrist, Visio S. Pauli (Paul Meyer, Not. et Extr. xxxv. 137-158) ;
- Vie de Saint Grégoire le Grand par Frère Angier, 30 avril 1214 (Rom. viii. 509-544 ; ix. 176 ; xviii. 201) ;
- Vie de Saint Modwenna, entre 1225 et 1250 (Suchier, Die dem Matthäus Paris zugeschriebene Vie de Saint Auban, 1873, p. 54-58) ;
- Fragments de la life de Saint Thomas Becket, v. 1230 (Paul Meyer, Soc. Anc. Text. fr., 1885) ; et une autre vie du même par Benoît de Saint-Alban, XIIIe siècle (Michel, Chron. des ducs de Normandie ; Hist. Lit. xxiii. 383) ;
- Vie d’Édouard le Confesseur, rédigée avant 1245 (Luard, Lives of Edward the Confessor, 1858 ; Hist. Lit. xxvii. 1), par un moine anonyme de Westminster ; vie de Saint Auban, v. 1250 (Suchier, op. cit. ; Uhlemann, „Über die vie de St. Auban in Bezug auf Quelle“, &c. Rom. St. iv. 543-626 ; éd. par Atkinson, 1876).
- Descente de Saint Paul aux enfers par Adam de Ros, Mss. Bibl. Nat., n° 2560 & British Mus. Bibl. Cott. vespas. A. vii.
- La Vision de Tnudgal, un fragment anglo-normand est préservé dans le MS. 312, Trinity College, Dublin ; le MS. est du XIVe siècle ; l’auteur semble appartenir au XIIIe siècle (La vision de Tondale, éd. Friedel et Kuno Meyer, 1906).

À cette catégorie, on peut ajouter la vie d’Hugues de Lincoln, XIIIe siècle (Hist. Lit. xxiii. 436; Child, The English and Scottish Popular Ballads, 1888, p. v; Wolter, Bibl. Anglo-Norm., ii. 115). D’autres vies de saints ont été identifiées par Paul Meyer comme anglo-normandes lors de l’examen des MSS. de la bibliothèque de Welbeck (Rom. xxxii. 637 et Hist. Lit. xxxiii. 338-378).

## Poésie lyrique
Les seules chansons existantes de quelque importance sont les soixante et onze Ballades de Gower (Stengel, Gower's Minnesang, 1886). Les chansons restantes sont, la plupart du temps, de caractère religieux. La plupart d’entre elles ont été découvertes et éditées par Paul Meyer (Bulletin de la Soc. Anc. Textes, 1889; Not. et Extr. xxxiv; Rom. xiii. 518, t. xiv. 370; xv. p. 254, &c.). Bien que peu nous soient parvenues, de telles chansons doivent, en raison des rapports constants entre les Anglais, les Français et les Provençaux de toutes classes, avoir été nombreuses à l’époque.
Une des meilleures productions de la poésie lyrique anglo-normande écrite à la fin du XIIIe siècle, est la Plainte d'amour (Vising, Göteborg, 1905; Romania xiii. 507, xv. 292 and xxix. 4) et on peut mentionner, simplement à titre de curiosité littéraire, diverses œuvres de style lyrique écrites dans les deux langues latine et française, ou anglaise et française ou même en trois langues, latine, anglaise et française. On trouve, dans Early English Lyrics (Oxford, 1907), un poème où un amoureux envoie à sa maîtresse un message d’amour composé en trois langues et la réponse de son amie cultivée sur le même modèle (De amico ad amicam, Responcio, viii & ix).

## Satire

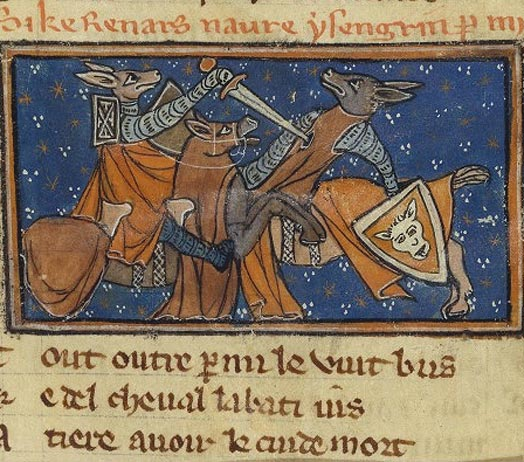
Le roman de Renart.

La popularité dont a joui le Roman de Renart et la version anglo-normande du Riote du Monde (Z. f. rom. Phil. viii. 275-289) en Angleterre prouve suffisamment que l’esprit satirique français était profondément apprécié. Le clergé et les femmes constituaient une cible de choix pour les saillies des satiriques. Un Anglais a néanmoins élevé sa voix en faveur des dames dans un poème intitulée La Bonté des dames (Paul Meyer, Rom. xv. 315-339) et Nicole Bozon, après avoir représenté « Fierté » comme un être féminin qu’il suppose être la fille de Lucifer et après avoir violemment attaqué les femmes de son époque dans le Char d’Orgueil (Rom. xiii. 516), a également composé une Bounté des femmes (Paul Meyer, op. cit. 33) dans lequel il les couvre d’éloges, louant leur courtoisie, leur humilité, leur franchise et le soin avec lesquels elles élèvent leurs enfants. Quelques satires politiques montrent également déjà les Anglais échangeant des amabilités avec les Français sur leurs imperfections mutuelles. Le Roman des Français d’André de Coutances, qui est une réponse très mordante aux auteurs français qui avaient attaqué les Anglais ne peut, à ce sujet, cependant être cité comme anglo-normand, bien qu’il date d’avant 1204, parce qu’il a été composé en Normandie (cf. Gaston Paris  : Trois versions rimées de l'évangile de Nicodème, Soc. Anc. Textes, 1885).

## Théâtre
En dépit de l’influence considérable qu’a dû avoir la littérature anglo-normande sur le développement du drame sacré en Angleterre, aucune des pièces françaises jouées en Angleterre aux XIIe et XIIIe siècles n’a survécu. Le Jeu d'Adam, qui est généralement considéré comme un mystère anglo-normand du XIIe siècle, a probablement été écrit en France au début du XIIIe siècle (Romania xxxii. 637) et la Résurrection anglo-normande appartient également au français continental. Il est nécessaire de préciser que les premières moralités anglaises semblent avoir imité les françaises.